# Orchestre symphonique du Nouveau-Brunswick
L'Orchestre symphonique du Nouveau-Brunswick est le plus important orchestre de musique classique du Nouveau-Brunswick.
Si ses origines remontent à 1950, c'est depuis 1983 que l'orchestre existe sous sa forme actuelle. Des concerts sont régulièrement présentés à Saint-Jean au Théâtre Imperial, à Moncton au Théâtre Capitol et à Fredericton, dans plusieurs salles dont le Playhouse. Son directeur musical est Michael Newnham depuis 2009.